# Finella barbarensis
Finella barbarensis is een slakkensoort uit de familie van de Scaliolidae. De wetenschappelijke naam van de soort is voor het eerst geldig gepubliceerd in 1911 door Bartsch.